# Castianeira antinorii
Castianeira antinorii är en spindelart som först beskrevs av Pietro Pavesi 1880.  Castianeira antinorii ingår i släktet Castianeira och familjen flinkspindlar. Inga underarter finns listade.